# Lilia Guzmán y García
Lilia Margarita Guzmán y García (Ciudad de México, 7 de octubre de 1947) es una arquitecta mexicana egresada de la Escuela Nacional de Arquitectura. Es reconocida por su trabajo como docente y por ser la fundadora y primera coordinadora de la licenciatura de arquitectura de paisaje de la Facultad de Arquitectura de la Universidad Nacional Autónoma de México. Desde 1975 reside en Tepoztlán, Morelos.

## Trayectoria

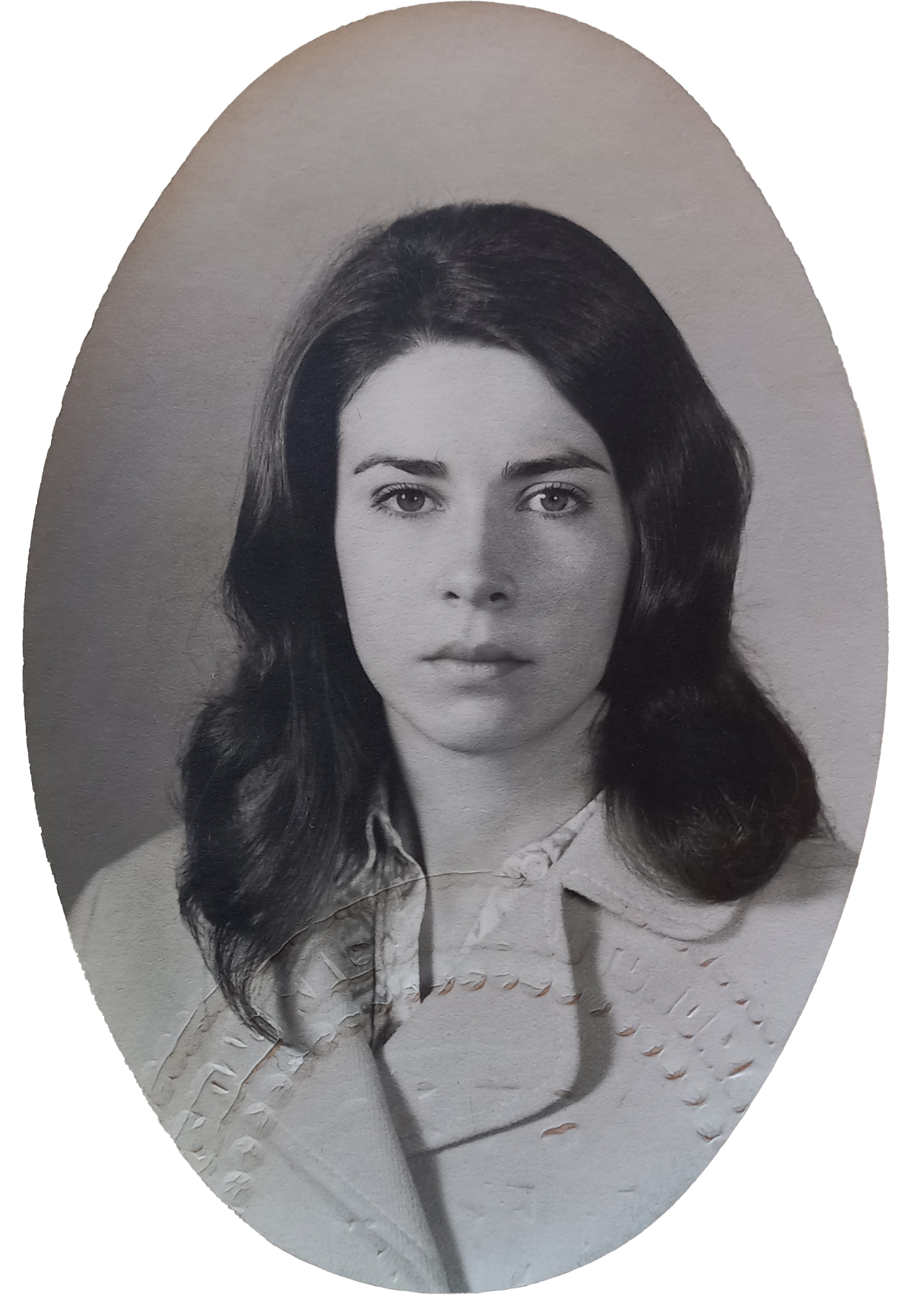
Lilia Guzmán universitaria

Lilia Margarita Guzmán y García nació el 7 de octubre de 1947 en la Ciudad de México. Estudió Arquitectura en la Escuela Nacional de Arquitectura recibiéndose con Mención Honorífica con la tesis “Capilla en Uruapan Michoacán”.
Lilia Guzmán fue alumna de los arquitectos Carlos Bernal Salinas, Carlos Contreras Pagés, Alfonso Muray Kobory y Eliseo Arredondo, quienes infundieron en ella el interés y pasión por la arquitectura de paisaje, que más adelante desarrollaría y le dedicaría su vida académica. En 1974 inició su carrera como docente incorporándose como profesora en la Escuela Nacional de Arquitectura. Lilia de 1974 a 1985 se desarrolló como profesora de proyectos en la licenciatura de arquitectura en todos sus niveles. En 1975 contrajo matrimonio con el arquitecto Luis Enrique de Ocampo Esparza.
También impartió clases en otras universidades mexicanas como la Escuela de Arquitectura de la Universidad Anáhuac y en la Universidad Autónoma de Morelos. Entre 1982 a 1985 se dedicó a la elaboración y coordinación del plan de estudios para la carrera de arquitectura de paisaje. Después de la aprobación del plan de estudios por el Honorable Consejo Universitario de la UNAM el 4 de noviembre de 1985 fue nombrada Coordinadora de la Unidad Académica de Arquitectura de Paisaje, cargo que desempeñó hasta el año de 1990. Además de ser coordinadora de la licenciatura, también impartió asignaturas como Desarrollo histórico de la Arquitectura de Paisaje, Taller de proyectos I y II y seminario de tesis. En abril de 2019 se retiró de la docencia como profesora de tiempo completo.

## Biblioteca Lilia Margarita Guzmán y García

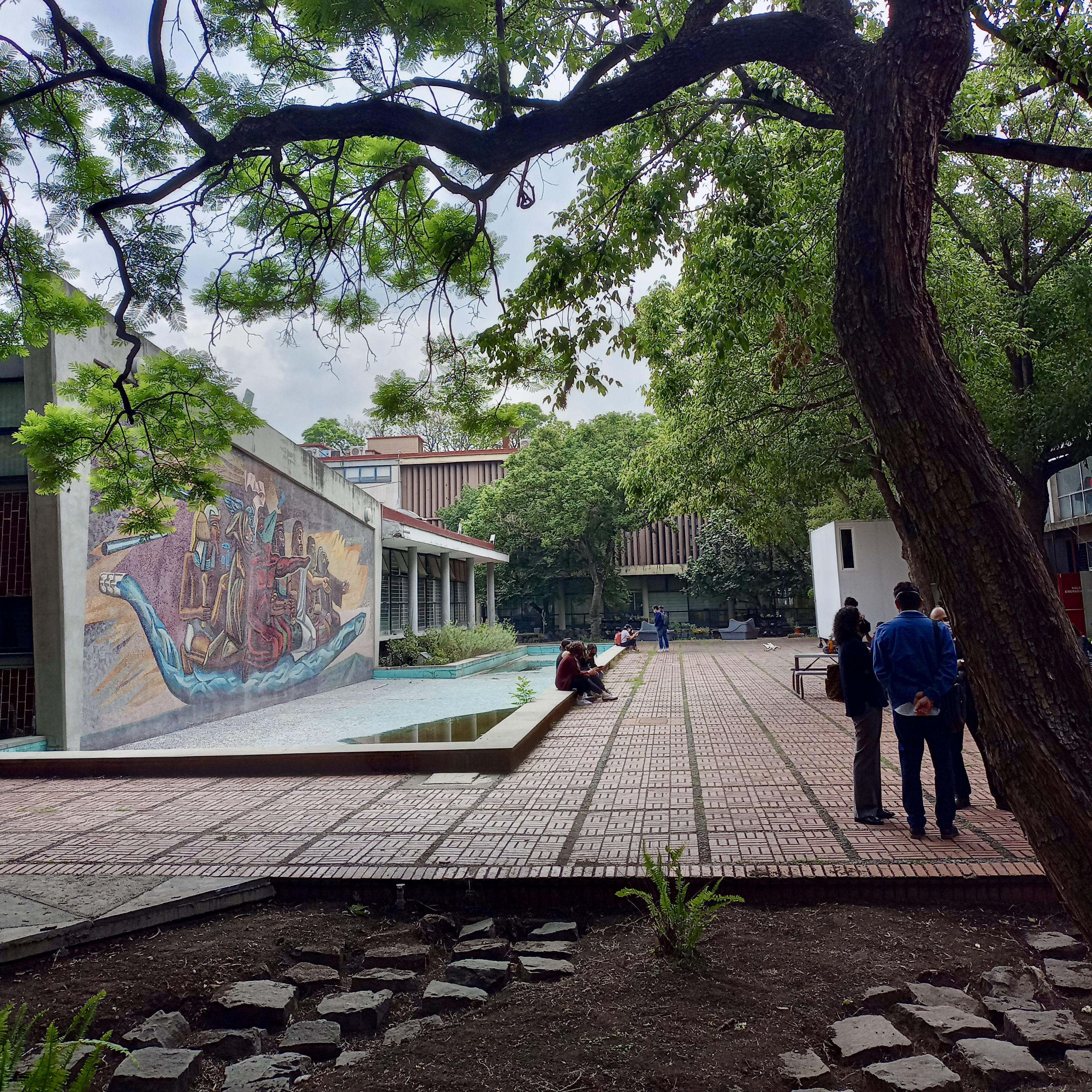
Patio de la Unidad Multidiciplinaria de la Facultad de Arquitectura donde se imparte la licenciatura de Arquitectura de Paisaje

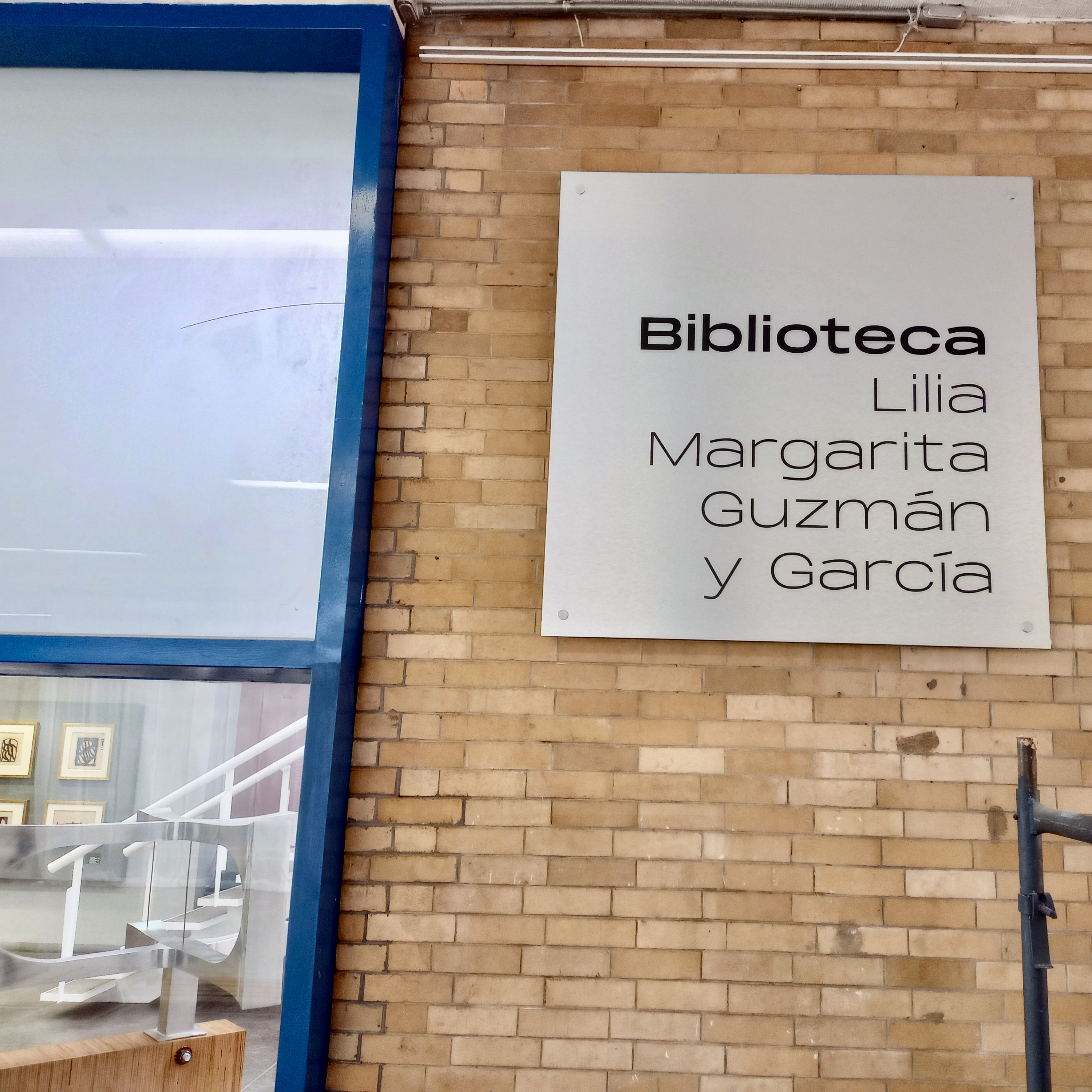
Placa del renombramiento de la Biblioteca de la Facultad de Arquitectura

El 17 de febrero de 2022 Lilia Guzmán fue galardonada con un homenaje a su trayectoria académica y su aportación a la construcción de la licenciatura de arquitectura de paisaje en México. Fue reconocida con el renombramiento de la Biblioteca de la Facultad de Arquitectura de la Universidad Nacional Autónoma de México, hecho impulsado por el colectivo Mujeres Organizadas de la Facultad. La develación de la placa de renombramiento se realizó el 22 de febrero de 2022.

## Fundación de la licenciatura de arquitectura de paisaje en México
El 18 de marzo de 1972, Lilia Guzmán en conjunto con arquitectos egresados de la Facultad, miembros de la Sociedad de Arquitectos Paisajistas Mexicanos, entre ellos los arquitectos Carlos Bernal Salinas, Mario Shjetnan Dantán, Alejandro Cabeza y Bernard Capelle se elaboró la primera propuesta académica del plan de estudios de la licenciatura de arquitectura de paisaje.
El 24 de septiembre de 1985 la propuesta fue concluida y aprobada por el Honorable Consejo Técnico de la facultad de Arquitectura en octubre de 1984 y finalmente 24 de septiembre de 1985 fue aprobado por el Honorable Consejo Universitario de la UNAM el plan de estudios para la licenciatura en Arquitectura de paisaje, estableciéndose la carrera por primera vez en un país de habla hispana.
Los cursos comenzaron el 4 de noviembre de 1985, con una clase impartida por el arquitecto Alejandro Cabeza. Con Lilia Guzmán como primera coordinadora de la licenciatura dio inicio la formación de la primera generación de arquitectos paisajistas mexicanos y latinoamericanos. Consolidándose la lucha que previamente sostuvo por años Carlos Contreras Pagés para establecer la profesión en el país.

## Distinciones
- Premio Sor Juana Inés de la Cruz por su trayectoria académica  (Universidad Nacional Autónoma de México, 2011)
- Premio Premio José Villagrán al Mérito Profesional por docencia  (Colegio de arquitectos de la Ciudad de México, 2011)[6]
- Premio Luis Barragán por su trayectoria profesional (Sociedad de Arquitectos Paisajistas de México SAPM, 2015)[7]